# Sanmu
Sanmu è una città giapponese della prefettura di Chiba. Nata il 27 marzo 2006 attraverso l'unione delle città di Sanbu, Narutō, Hasunuma e Matsuo.